# The Parson's Horse Race
The Parson's Horse Race è un cortometraggio muto del 1915 diretto da George Lessey.

## Produzione
Il film fu prodotto dalla Edison Company.

## Distribuzione
Distribuito dalla General Film Company, il film - un cortometraggio in una bobina - uscì nelle sale cinematografiche USA il 29 settembre 1915.